# Новый вокзал (Салоники)
Новый железнодорожный вокзал Салоники (греч. Νέος Σιδηροδρομικός Σταθμός Θεσσαλονίκης) — главный железнодорожный вокзал в греческом городе Салоники. Открыт 12 июня 1961 года на месте старого небольшого вокзала. Считается крупнейшим в стране. Вокзал состоит из центрального зала, залов ожидания, кафе, ресторанов и магазинов. Ведутся дискуссии о расширении вокзала с включением гостиницы и переоборудования центральных офисов Организации железных дорог Греции. Рядом строилась станция метро,  открыта 30 ноября 2024.

## История
Строительство станции началось в 1930-е годы: конкурс на лучшее оформление выиграл немец Ганс Кляйншмидт, однако его разработки были претворены в жизнь (лишь частично) другими архитекторами на основе предложенной Кляйншмидтом базы. Бетонный каркас главного здания был достроен ещё до Второй мировой войны, но строительство самого здания замедлилось после вступления Греции в войну с Италией. Вокзал почти не пострадал во время войны, но в течение 20 лет строительство велось крайне медленно. В 1958 году проект был передан архитекторам Мольфеси и Пападжанни, которые внесли изменения в проект Кляйншмидта, и в 1961 году вокзал был введён в эксплуатацию. К залу ожидания был пристроен магазин, а для попадания на платформы был построен эскалатор. 
С февраля 2011 по 2014 годы со станции не отправлялись поезда за границу, пока не было восстановлено сообщение с Софией, Белградом и Скопье (хотя поездки в Стамбул не возобновились). В будущем планируется передать полностью станцию в руки Организации железных дорог Греции, а также достроить местные офисы организации и открыть отель на 150 мест.

## Путь к станции
Попасть на станцию можно благодаря автобусам Организации городского транспорта Салоник или на такси. 78-я линия городского транспорта соединяет станцию с автобусным терминалом Macedonia InterCity и международным аэропортом Македония. Также по завершении строительства метрополитена на станцию можно попасть через метро. Ожидаемый размер строящейся параллельно автопарковки: 1050 автомобилей (две парковки на 450 и 600 машин).